# Стандартний каталог паперових грошей світу
Стандартний каталог паперових грошей світу — широковідомий каталог банкнот, який вийшов у видавництві Краузе в трьох томах.
Ці каталоги добре знані в нумізматичній торгівлі як каталоги Піка, оскільки система нумерації була вигадана Альбертом Піком. З середини 1980-х років права на ці каталоги належать видавництву Краузе, де з 1994 року видаються під редакцією Джорджа С. К'югажа.

## Система нумерації
Система нумерації використовує великі літери (наприклад, 'P', 'PS', 'PM') і ціле число для ідентифікації запису. Якщо запис має різні варіанти підпису або дати, то додається маленька літера (наприклад, P120a). Якщо номер, що повинен бути доданий, і розділ не оновлюються, то наприкінці використовується велика літера (наприклад, P120А).

### Нумерація
Сортування банкнот ведеться, як правило, за роком випуску серії/даті, а потім за зростанням номіналу.

### Варіанти
Регулярні варіанти починаються з літер a, b, с, … Помилкові банкноти позначаються зазвичай літерою x, у той час як презентаційні мають літеру s. Невикористані залишки (переважно 19 століття) мають букву r, у той же час, банкноти 20 століття зі зміненим серійним номером теж мають букву r. Кольорові пробники позначаються літерами ct. Якщо кілька зразків відомо, то використовується формат s1, s2.

## Видання

### Стандартний Каталог паперових грошей світу, основні випуски, 1368—1960
Це видання оновлюється кожні два роки. 16-е видання датоване 2016 роком, воно має окремий DVD зі сторінками книги в форматі PDF.

### Стандартний Каталог паперових грошей світу, сучасні випуски, 1961— теперішній час
Щорічне видання. В 25-му виданні 2019 року є DVD зі сторінками книги в форматі PDF.

### Стандартний Каталог паперових грошей світу, спеціалізовані випуски
Це видання оновлюється кожні два роки. 12-е видання побачило світ у листопаді 2013 року. DVD-диск з PDF-версією каталогу можна придбати окремо.